# واتربوری (نبراسکا)
واتربوری(به انگلیسی: Waterbury) شهری در ایالت نبراسکا کشور ایالات متحده آمریکا است که جمعیت آن در سرشماری سال ۲۰۱۰ میلادی، ۷۳ نفر بوده‌است.